# Ludwika Maria de France
Ludwika Maria de France, fr. Louise Marie de France (ur. 15 lipca 1737, zm. 23 grudnia 1787) – najmłodsza z dziesięciorga dzieci króla Ludwika XV, i królowej Marii Leszczyńskiej; karmelitanka, Czcigodna Służebnica Boża Kościoła katolickiego. Nazywana była Madame Louise (Madame Ludwiką).

## Młodość
Ludwika Maria urodziła się w pałacu w Wersalu. Początkowo nazywano ją Madame Septième (jedna z jej starszych sióstr zmarła przed jej urodzeniem, dlatego nazywano ją Madame Siódmą) lub Madame Dernière (Madame Ostatnią). Wychowała się w opactwie w Fontevraud-l’Abbaye, razem ze swoimi starszymi siostrami: Madame Wiktorią, Madame Zofia i Madame Felicją (która zmarła w wieku 8 lat). Żadne z jej rodziców nie planowało wydać jej za mąż, więc Ludwika Maria znalazła spokój w religii.
W 1748 pojawiły się plotki, że ojciec chce ją zaręczyć z Karolem Edwardem Stuartem (znanym jako Bonnie Prince Charlie) młodym pretendentem do tronu Anglii, utraconego przez Stuartów. Ludwika Maria powiedziała: „N'ai-je pas sujet d'être bien inquiète puisqu'on me destine un époux, moi qui n'en veux d'autre que Jésus-Christ?” (Nie powinnam być zaniepokojona, kiedy przeznaczono mnie na małżonkę, kiedy ja nie chcę innego niż Jezus Chrystus?).

## Życie w służbie Bogu

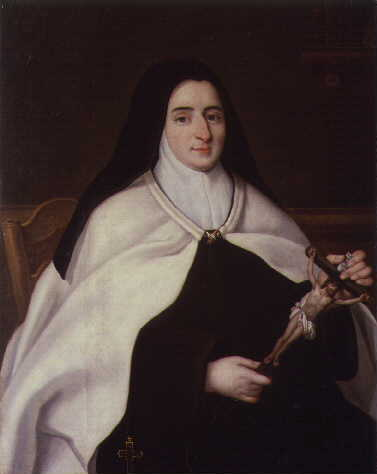
Ludwika Maria jako karmelitanka

W 1750, Ludwika Maria powróciła na dwór królewski. W 1770 ku ogólnemu zdumieniu, poprosiła swojego ojca, aby pozwolił jej wstąpić do zakonu karmelitanek. Wierzyła, że zostając zakonnicą uda jej się odpokutować złe prowadzenie się jej ojca. W końcu dołączyła do zakonu w Saint-Denis pod Paryżem, gdzie panowała ścisła reguła, i przybrała imię Teresy od świętego Augustyna. W zakonie przeżyła swojego ojca, matkę i całe rodzeństwo oprócz dwóch starszych sióstr: Madame Adelajdy i Madame Wiktorii. Zmarła w Saint-Denis, cierpiąc na silne bóle brzucha, który mogły zostać spowodowane przez truciznę. Jej ostatnie słowa brzmiały: „Au paradis! Vite! Au grand galop!” (Do nieba! Szybko! Galopem!).
Jej grób razem z innymi grobami królewskimi w bazylice Saint-Denis, został zniszczony w czasie rewolucji francuskiej. Od 19 czerwca 1873 toczy się jej proces beatyfikacyjny.